# Markus Wolf
Markus Wolf, nemški general in politik, * 19. januar 1923, † 9. november 2006.
Med letoma 1952 in 1986 je bil poveljnik Hauptverwaltung Aufklärung.